# Cour suprême du Danemark
Pour les articles homonymes, voir Cour suprême.
La Cour suprême du Danemark (Højesteret en danois) a été créée par le roi Frédéric III de Danemark le 14 février 1661. Originellement sous l'autorité du roi, elle est rapidement devenue indépendante de fait jusqu'à voir son autonomie consacrée dans la nouvelle Constitution de 1849. La Cour suprême est la plus haute juridiction du Danemark et juge en dernier ressort.

## Composition

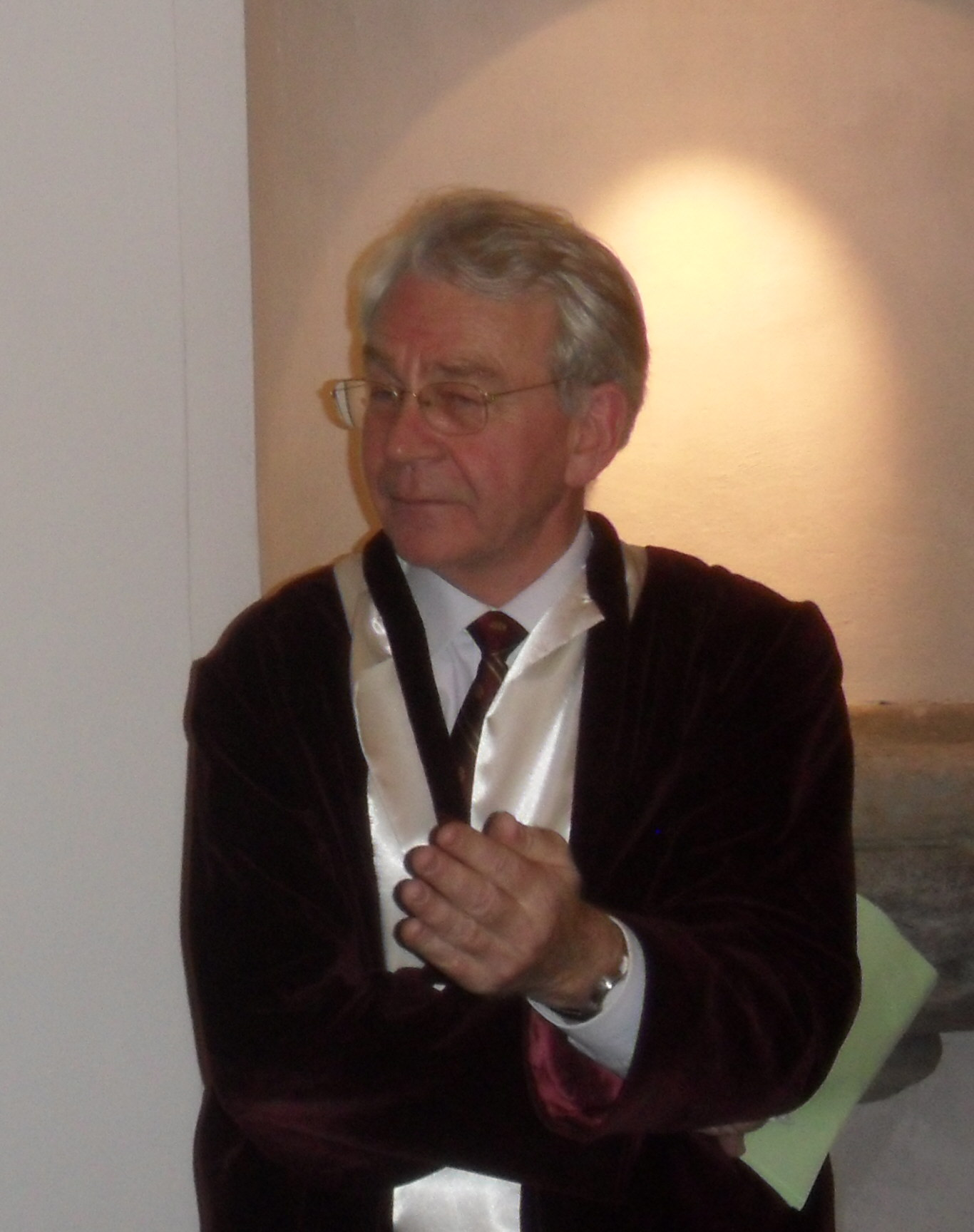
Børge Dahl, président de la Cour suprême entre 2010 et 2014.

La Cour suprême du Danemark est composée de 18 juges et d'un président nommés à vie, qui ne peuvent être révoqués que sur décision de justice. Bien qu'ils soient officiellement nommés par le monarque sur recommandation du ministre de la Justice, ce dernier est supposé suivre l'avis d'une commission indépendante, la Dommerudnaevnelsesraadet, qui rassemble un juge de la Cour suprême, deux autres juges, un avocat, et deux personnes issues de la société civile.

## Compétence et organisation
Ne possédant pas d'institutions chargées de l'examen de la constitutionnalité des lois (comme le Conseil constitutionnel en France ou la Cour suprême des États-Unis), les tribunaux danois ont acquis de fait cette prérogative, sans pour autant avoir le pouvoir d'abroger les lois qu'ils jugeraient inconstitutionnelles. 
Il existe plusieurs manières de porter une affaire devant la Cour suprême du Danemark. Effectivement, après être passées devant un tribunal local les parties peuvent faire appel devant une haute cour qui jugera en dernier ressort sauf dans les cas où une commission indépendante présidée par un juge de la Cour suprême, la Procesbevillingsnaevnet, aura décidé que l'affaire peut être portée devant la Cour suprême. La réforme du 1er janvier 2007 a introduit une nouvelle disposition : une affaire soulevant une question de principe pourra être jugée en première instance, à la demande d'une des parties, par une haute cour afin de pouvoir faire appel devant la Cour suprême sans devoir passer par la commission indépendante. Il existe une dernière disposition qui permet au ministre de la Justice danois d'autoriser une affaire à être portée devant la Cour suprême.